# Lilium majoense

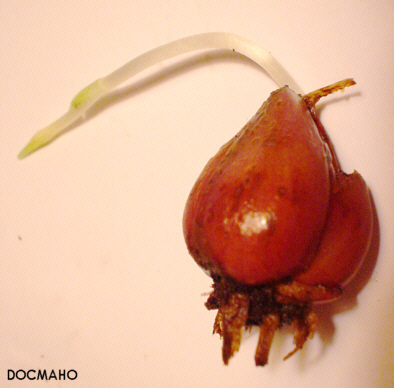
Bulbo da Lilium majoense.

Lilium majoense  é uma espécie de planta com flor, pertencente à família Liliaceae.
É nativa da República Popular da China com ocorrências nas províncias de Guizhou, Sichuan e Yunnan, florescendo a uma altitude de 1 100-3 100 metros.